# Veemarkt (Hoorn)
De Veemarkt is een straat in de Nederlandse stad Hoorn, Noord-Holland. De straat loopt van de Gedempte Turfhaven richting de Stationsweg en Noorderveemarkt. Tot 1880 heette de straat Waaitje, in 1880 werd  de gracht Waaitje gedempt. Over de volle lengte van de Veemarkt en ook op delen van de Noorderveemarkt staan groene afscheidingspalen met daarop het wapen van Hoorn. Op de Veemarkt staan deze in het midden van de straat waardoor er vier rijen van parkeerplaatsen zijn ontstaan. Aan de zijde van de Gedempte Turfhaven is hier een fietsenstalling gemaakt.

## Geschiedenis
In 1426 werd de gracht Waaitje gegraven. De gracht had een directe verbinding met de Turfhaven en wat nu de Baanstraat is. De gracht werd in 1897 gedempt omdat goederenvervoer via de nieuwe spoorverbinding ging.
Aan de gracht heeft ook nog een pesthuis gestaan, dat werd later omgebouwd tot armenweeshuis, kazerne en een garage. Op een terrein achter dit weeshuis werd in 1630 het Timmermansgildehuis gebouwd. Tegenwoordig ligt het aan het Dal, in de tuin van nummer 3. In 1994 werd het pand verbouwd tot bankgebouw en vervult tot op heden deze functie. Het is een van de vier rijksmonumenten aan de Veemarkt.

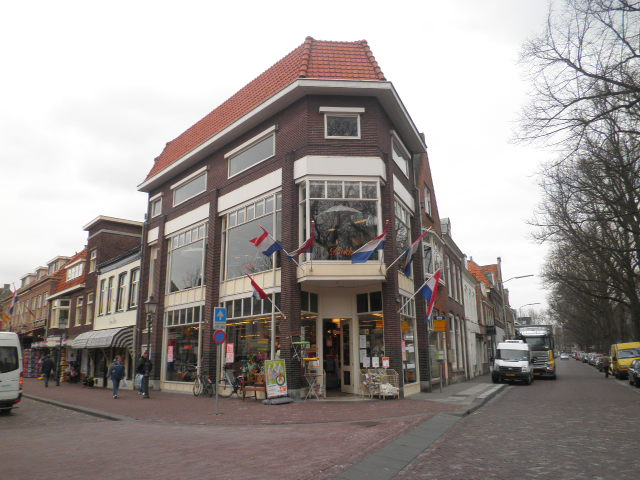
De oudste vestiging van Blokker op de hoek Breed-Veemarkt (links is het Breed, rechts de Veemarkt).

Aan de overkant staat op de hoek van het Breed met de Veemarkt het oudste Blokkerpand. De winkelketen begon op het adres Breed 22, maar omdat dat te klein werd werd er op de hoek Breed en Veemarkt in 1923 het huidige winkelpand gebouwd. Vanaf november 2016 is het pand door Intertoys in gebruik genomen en blijft daarmee in bezit van Blokker Holding. Het complex is aangemerkt als gemeentelijk monument.

## Kruisingen
Zowel als gracht en als straat kruist de Veemarkt met verschillende straten (voormalige grachten) en stegen. De straat begint bij de Gedempte Turfhaven waar deze ook kruist met het Dal. Verderop kruist de straat met de Baanstraat, eveneens een voormalige gracht, en heeft via verschillende steegjes en de Nooderveemarkt meerdere verbindingen met de Kleine Noord.